# تپه گورستان لیلان
تپه قبرستان لیلان مربوط به دوره اشکانیان است و در شهرستان ملکان جنوب لیلان، ۲۰۰ متریتری دیوار غربی قلعه بختک واقع شده و این اثر در تاریخ ۴ خرداد ۱۳۸۴ با شمارهٔ ثبت ۱۱۷۷۲ به‌عنوان یکی از آثار ملی ایران به ثبت رسیده است.